# فرانك شابمان
فرانك شابمان (بالإنجليزية: Frank Michler Chapman)‏ هو محرر وعالم طيور أمريكي، ولد في 12 يونيو 1864 في تينيك (نيوجيرسي) في الولايات المتحدة، وتوفي في 15 نوفمبر 1945 في نيويورك في الولايات المتحدة.

## وصلات خارجية
- فرانك شابمان على موقع الموسوعة البريطانية (الإنجليزية)